# Sigge Godin
Nils Sigurd (Sigge) Godin, född 23 januari 1938 i Härnösand, är en svensk tjänsteman och politiker (folkpartist).
Sigge Godin, som kommer från en bondefamilj, utbildade sig på folkhögskola 1961-1962 och gjorde därefter tjänstemannakarriär. Han hade också uppdrag i Svenska Handelstjänstemannaförbundet i Västernorrland samt var ledamot i Sundsvalls kommunfullmäktige 1977-1982 och 1985-1988.
Han var riksdagsledamot för Västernorrlands läns valkrets 1985-1998. I riksdagen var han bland annat ledamot i socialförsäkringsutskottet 1988-1998. Han var särskilt engagerad i regional- och sysselsättningspolitik, och verkade också aktivt för att ett universitet i mellersta Norrland.